# Meral Akşener
Meral Akşener (Izmit, Turkije, 18 juli 1956) is een Turkse politica.
Zij was minister van Binnenlandse Zaken en vice-voorzitter van het parlement.
In 2016 leidde zij een oppositiegroep binnen de rechts-extremistische Partij van de Nationalistische Beweging (MHP) tegen zijn leider Devlet Bahçeli.
Op 25 oktober 2017 richtte zij de Goede Partij (İYİ Partij) op, waarvan zij de leider is.
Akşener wordt omschreven als een vrome moslima, die regelmatig haar gebeden doet. Haar achterban kent haar als Asena, ontleend aan de mythische wolvin.

## Privé
Meral Akşener werd geboren op 18 juli 1956 in de omgeving van İzmit, provincie Kocaeli. Haar vader Tahir Ömer en haar moeder Sıddıka zijn moslims van de Balkan, afkomstig uit Thessaloniki. Zij behoorden tot de honderdduizenden die Griekenland verlieten om in 1923 te repatriëren naar Turkije.
Zij studeerde geschiedenis aan de Universiteit van Istanbul en ze voltooide haar post-academische studie aan het Instituut voor Sociale Wetenschappen aan de Universiteit van Marmara, waar ze een Ph.D. in geschiedenis behaalde.
Daarna werkte ze als lector aan de Technische Universiteit Yildiz, Universiteit van Kocaeli en Universiteit van Marmara, alvorens de politiek in te gaan.

## Politiek
Ze verliet haar post van afdelingshoofd aan de universiteit in 1994 en ging als afgevaardigde van de Provincie Istanbul de politiek in namens de centrumrechtse Partij van het Rechte Pad (DYP) bij de algemene verkiezingen in 1995.
Akşener was minister van Binnenlandse Zaken van 8 november 1996 tot en met 30 juni 1997, toen zij Mehmet Ağar verving, die aftrad als gevolg van zijn betrokkenheid bij het Susurluk schandaal. Ze werd later gedwongen af te treden als gevolg van de "postmoderne (geweldloze) militaire coup" van 20 februari 1997, die leidde tot het aftreden van het kabinet Necmettin Erbakan.
Akşener werd herkozen in het parlement in de algemene verkiezing van 1999 als afgevaardigde van de provincie Kocaeli. Later werd ze herkozen in de algemene verkiezingen van 2007 en 2011 als afgevaardigde van de provincie Istanbul als lid van de Nationalistische Beweging Partij (MHP).
Ze werd gekozen als vice-voorzitter van het parlement naast Güldal Mumcu, een andere politica, die deze post bekleedde na Nermin Neftçi, die in 1968 werd gekozen als Turkije's eerste vrouwelijke plaatsvervangend parlementsvoorzitter.
Akşener brak in 2016 met de leiding van de MHP naar aanleiding van het voornemen van president Recep Tayyip Erdoğan's om de Turkse grondwet te herzien ten gunste van een presidentieel systeem, en zij beloofde haar eigen politieke partij op te richten. Zij heeft zich kandidaat gesteld voor de presidentsverkiezing op 24 juni 2018.
Ze kondigde het oprichten van de Goede Partij aan op 25 oktober 2017 en onthulde tegelijkertijd haar logo en doelstellingen van de partij. "Ik noem het de beweging van de moedigen", zei ze.
In haar eerste toespraak tot haar volgelingen verklaarde Akşener dat ze geloofde dat de Turkse democratie "bedreigd wordt".
"De Goede Partij wil een vrije maatschappij en wil het probleem van het Turkse juridische systeem oplossen.
Verder betoogde ze dat de media niet onder druk moeten staan. Democratische participatie, een sterk parlement en de nationale wil zijn onvergankelijk. Wij zullen de wetgeving over politieke partijen democratiseren in de zin van de hedendaagse democratische principes en criteria van de Commissie van Venetie.
Akşener beweert dat velen van hen die tot haar beweging toetreden jonge Turkse burgers zijn die zich "gekneveld voelen onder de restricties", die zijn opgelegd door de regering ten aanzien van publieke samenkomsten, vrijheid van meningsuiting, en constraints en inperkingen van de media.
- Gemeinsame Normdatei: 1141277654
- International Standard Name Identifier: 0000 0004 9906 4134
- Library of Congress Control Number: no2018029803
- Virtual International Authority File: 7060150567629606370002
- WorldCat: E39PBJqw77pvQMvwtmPGCxmKh3